# Dinah Radtke
Dinah Christine Radtke (* 10. September 1947 in Bamberg) ist eine deutsche Übersetzerin und Aktivistin der Behindertenbewegung. Sie ist Mitbegründerin des Zentrums für Selbstbestimmtes Leben Behinderter (ZSL) in Erlangen.

## Leben und Wirken
Dinah Radtke ist staatlich anerkannte Übersetzerin für Englisch und Französisch und führt ein Übersetzungsbüro in Erlangen. Aufgrund einer eigenen Erkrankung an Spinaler Muskelatrophie, die sie zur Rollstuhlfahrerin machte, begann sie sich 1976 für die Rechte und Bedürfnisse behinderter Menschen einzusetzen. Als eine Verfechterin der Independent-living-Bewegung war sie 1987 Mitbegründerin des Zentrums für Selbstbestimmtes Leben e.V. in Erlangen und übernahm 1997 in dem Verein die Bereichsleitung.
1990 war sie Mitbegründerin der bundesweiten Dachorganisation Interessenvertretung Selbstbestimmt Leben e.V. (ISL). Der Verband wurde im Herbst 1991 Mitglied der internationalen Behindertenrechteorganisation Disabled Peoples International (DPI), deren Vizepräsidentin Radtke lange Jahre war. In dieser Funktion nahm sie an den Verhandlungen über die UN-Konvention über die Rechte behinderter Menschen teil.

## Ehrungen
- 2000: Verdienstkreuz am Bande der Bundesrepublik Deutschland
- 2009: Verdienstkreuz 1. Klasse der Bundesrepublik Deutschland
- 2016: Ehrenbürgerwürde der Stadt Erlangen[1]
- 2019: Bezirksmedaille des Bezirks Mittelfranken[2]
- 2019: Bayerische Verfassungsmedaille in Silber[3]